# Laurentien (Québec)
Pour les articles homonymes, voir Laurentien.

Arrondissements de Québec, jusqu'au 31 octobre 2009

Arrondissements de Québec, depuis le 1er novembre 2009

Le Laurentien est un ancien arrondissement de Québec. Il était formé des anciennes villes de Val-Bélair, Cap-Rouge et une partie de Sainte-Foy. Son territoire s'étendait du fleuve Saint-Laurent jusqu'à la limite nord de la ville.
Il comprenait les quartiers Val-Bélair, de l’Aéroport et Cap-Rouge.

## Histoire
Les origines du nom de l'arrondissement provient de la municipalité de paroisse de L'Ancienne-Lorette qui fusionna en 1970 avec la ville de Sainte-Foy. Ce secteur comprenant, entre autres, l'Aéroport  deviendra le quartier Laurentien de la ville de Sainte-Foy en 1971.
De 2002 à 2005, l'arrondissement incluait également le territoire de Saint-Augustin-de-Desmaures et celui de L'Ancienne-Lorette. Ces deux municipalités ont cependant été reconstituées en date du 1er janvier 2006. L'arrondissement a ainsi été amputé de près de 40 % de son territoire et de sa population. 
Le 1er novembre 2009, l’arrondissement Laurentien est scindé en deux : la partie sud de son territoire (secteurs Cap-Rouge, Champigny et Chauveau) est rattachée à l’arrondissement de Sainte-Foy–Sillery–Cap-Rouge et la partie nord (secteur Val-Bélair) se joint à l’arrondissement de La Haute-Saint-Charles.

## Hommages
- La rue Jacques-Bureau a été nommée en l'honneur de l'ancien maire de la municipalité de paroisse de L'Ancienne-Lorette entre 1966 et 1970. La rue a été nommée en 1986 dans l'ancienne ville de Sainte-Foy, maintenant présente dans la ville de Québec.
- La rue René-Gabriel-Belleau a été nommée en l'honneur de l'ancien maire de la municipalité de paroisse de Sainte-Foy entre 1855 et 1857. La rue a été nommée, en 2006, dans la ville de Québec.